# Canhusen

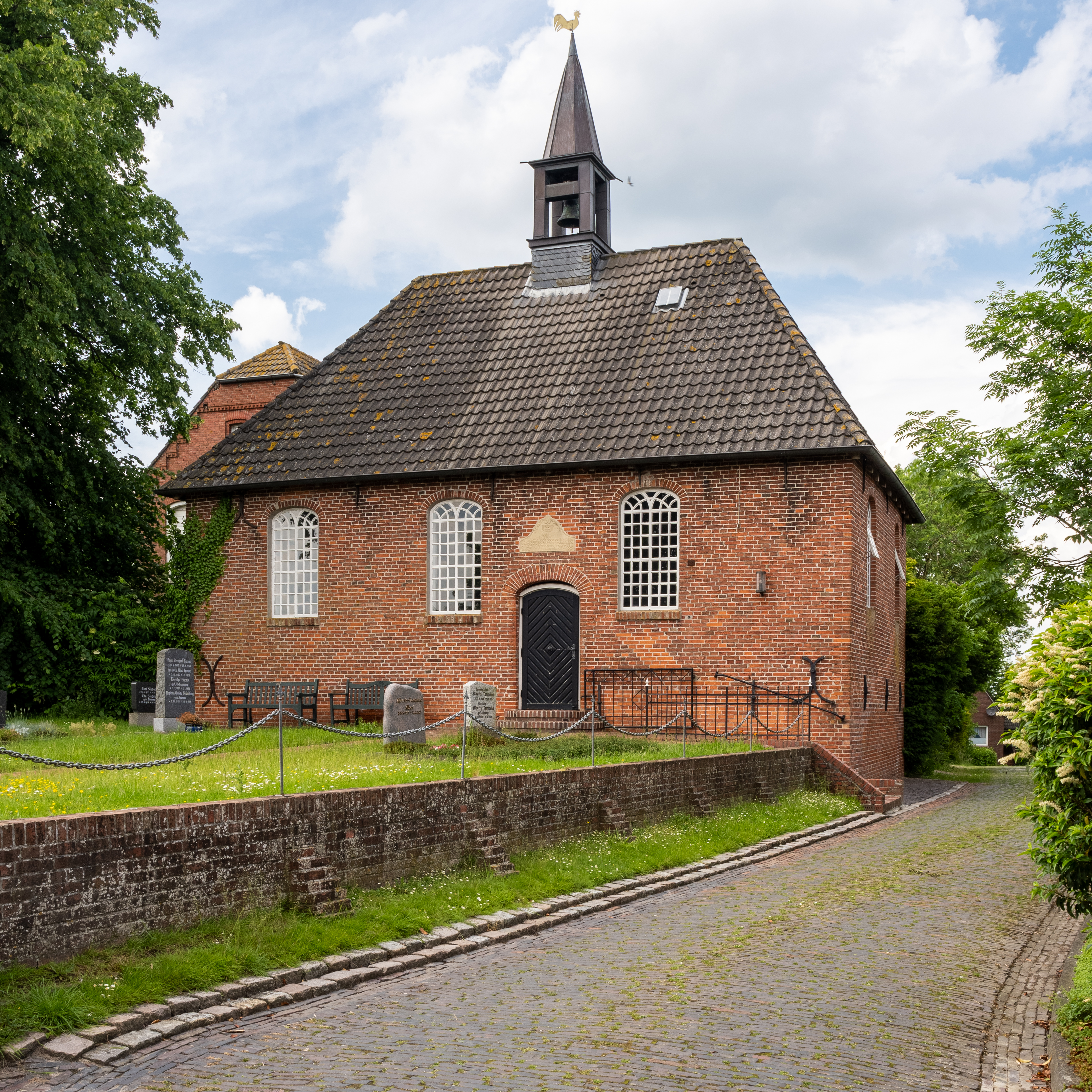
Canhuser Kirche

Der Ort Canhusen gehört zur Gemeinde Hinte und liegt in Ostfriesland (Niedersachsen). Die Ortschaft hat 170 Einwohner und ist umgeben von den Ortschaften Osterhusen, Wirdum und Loppersum.

## Lage, Gebiet und Geologie
Canhusen ist eine Haufensiedlung. Sie liegt etwa drei Kilometer nordnordöstlich des Kernortes der Gemeinde. Insgesamt bedeckt die Gemarkung eine Fläche von 3,94 Quadratkilometern, die größtenteils auf einem schmalen Streifen Kalkmarsch liegen. Dieser ist im Osten, Süden und Westen von Kleimarsch umgeben und erreicht Höhen von bis zu 4,4 Metern über Normalnull. Vom Ortskern fließt das Canhuser Tief wenige Hundert Meter in Richtung Nordosten und mündet noch in der Canhuser Gemarkung in das Alte Greetsieler Sieltief.

## Geschichte
Um das Jahr 1000 wurden die ersten Deiche gebaut und Hinte das erste Mal erwähnt. Um 1200 gab es den schwersten Einbruch der Leybucht, dessen Ausläufer fraßen sich durch das Land bis nach Canhusen. Im Jahre 1379 wurde die Ortschaft Canhusen (Kanenghusen) das erste Mal urkundlich erwähnt. Zu dieser Zeit besaß Canhusen eine Burg die an der Nordwestseite des Ortes lag, sie gehörte dem Häuptling Folkmar Allena. Die Burg wurde nach der Niederlage, im gleichen Jahr in der Schlacht bei Loppersum, durch Ocko II. tom Brok zerstört. Im Jahr 1404 gab Ocko tom Brok Canhusen wieder an Häuptling Folkmar Allena zurück. 1417 wurde Folkmar Allena auf seiner Burg in Osterhusen ermordet. Er besaß weitere Burgen in Suurhusen, Loppersum und Canhusen, die von Seeräubern als Zuflucht genutzt wurden. Mit der Abgabe der Burgen erlangten die Seeräuber Reichtum und Wohlstand. Im Jahr 1498 wurde das „Wirdumer Neuland“ gemeinsam mit Canhusen eingedeicht und ein Siel eingerichtet. Im Jahre 1560 wurde der Vorgänger der Canhuser Kirche gebaut, zu vor diente das nah gelegene Kloster Aland als Kirche. In 1589 wurde die Kirche mit einer Familiengruft (Polmann) erweitert und eine Spätrenaissancekanzel erbaut. Im Jahr 1780 entstand durch einen weiteren Einbruch an der Leybucht ein Priel (der später verlandete). Der Priel war als Wasserlauf so bedeutend, dass sich zwei Fischerfamilien aus ihm ernähren konnten. Durch den Priel kamen vor allem viele Handelssegler und Wattfischer.
Jahrhundertelang waren die natürlichen Tiefs und die Entwässerungskanäle, die die Krummhörn in einem dichten Netz durchziehen, der wichtigste Verkehrsträger. Über Gräben und Kanäle waren nicht nur die Dörfer, sondern auch viele Hofstellen mit der Stadt Emden und dem Hafenort Greetsiel verbunden. Besonders der Bootsverkehr mit Emden war von Bedeutung. Dorfschiffer übernahmen die Versorgung der Orte mit Gütern aus der Stadt und lieferten in der Gegenrichtung landwirtschaftliche Produkte: „Vom Sielhafenort transportierten kleinere Schiffe, sog. Loogschiffe, die umgeschlagene Fracht ins Binnenland und versorgten die Marschdörfer (loog = Dorf). Bis ins 20. Jahrhundert belebten die Loogschiffe aus der Krummhörn die Kanäle der Stadt Emden.“ Bereits 1824 schrieb der Kulturhistoriker Fridrich Arends in seiner Erdbeschreibung des Fürstenthums Ostfriesland und des Harlingerlandes: „Mit Wasser ist kein Amt reichlicher versehen wie dieses. (…) Im Winter und Frühling geschieht der Transport des Korns und sonstiger Güter sowohl in diesem als im Greetmer Amt immer zu Wasser, welches bei den schlechten Kleiwegen in der Jahreszeit außerordentlichen Nutzen hat.“
Torf, der zumeist in den ostfriesischen Fehnen gewonnen wurde, spielte über Jahrhunderte eine wichtige Rolle als Heizmaterial für die Bewohner der Krummhörn. Die Torfschiffe brachten das Material auf dem ostfriesischen Kanalnetz bis in die Dörfer der Krummhörn, darunter auch nach Canhusen. Auf ihrer Rückfahrt in die Fehnsiedlungen nahmen die Torfschiffer oftmals Kleiboden aus der Marsch sowie den Dung des Viehs mit, mit dem sie zu Hause ihre abgetorften Flächen düngten.
Am 1. Juli 1972 wurde Canhusen in die Gemeinde Hinte eingegliedert.

### Entwicklung des Ortsnamens
Canhusen wird erstmals im Jahre 1381 als Kanenghusen urkundlich erwähnt. Die heutige Schreibweise ist seit 1719 geläufig. Der Name wird als Zusammensetzung des Rufnamens Kane oder Kano mit dem Kollektivsuffix -ing und dem ostfriesisch-niederdeutschen Wort Husen für Häuser gedeutet. Canhusen bedeutet demnach (bei den) Häuser(n) der Sippe des Kane.
Zu Canhusen gehört auch noch 1450 als in de Langhawarra erstmals erwähnte Langewehr. Der Name ist eine Zusammensetzung des altfriesischen Wortes lang oder long für lang und Wehr.

### Einwohnerentwicklung
| Jahr | Einwohnerzahl |
| ---- | ------------- |
| 1821 | 75            |
| 1848 | 157           |
| 1871 | 125           |
| 1885 | 127           |
| 1905 | 152           |
| 1925 | 170           |
| 1933 | 181           |
| 1939 | 177           |
| 1946 | 230           |
| 1950 | 220           |
| 1956 | 166           |
| 1961 | 165           |
| 1970 | 191           |

## Sehenswürdigkeiten
Zu den Sehenswürdigkeiten gehört die evangelisch-reformierte Canhuser Kirche, die im 1789 errichtet wurde. Bei Renovierungsarbeiten wurde 1989 wurde eine alte Familiengruft wiederentdeckt. Im Dachreiter-Turm befindet sich eine kleine Glocke, die 1508 gegossen wurde und aus der Werkstatt des Glockengießers Arent van Wou stammt. Ihren ursprünglichen Platz hatte die im Durchmesser 60 cm große Glocke im ehemaligen Kloster Sielmönken. Sie trägt die Inschrift: Maria. Augustinus. Byn yk geheten unt int Jaer 1508 goet Arent Van Wou my.

## Wirtschaft und Verkehr
Das Dorf ist fast ausschließlich landwirtschaftlich geprägt. Es gibt aber mittlerweile eine größere Pension und ein Ferienhaus. Auswärtige Arbeitsplätze, vor allem in Emden, spielen eine große Rolle für den Pendlerort.
Die Anbindung an das überörtliche Verkehrsnetz erfolgt über Kreisstraßen nach Hinte (Hauptort) und Loppersum. Vom letztgenannten Ort führt die Bundesstraße 210 nach Emden.